# 南方群岛

南方群島旗幟

南方群岛（法語：Îles Australes，正式名称为），又称土布艾群岛，舊譯奧斯特剌爾群島，是大洋洲法属波利尼西亚最南端的群岛。从地理上可分为两个群岛，从西北到东南依次是:
- 土布艾群岛（法語：îles Tubuai），以主岛名字得名。它包括:
  - 玛丽亚群岛（21°48′00″S 154°41′00″W / 21.80000°S 154.68333°W）
  -  里马塔拉岛（22°38′25″S 152°50′16″W / 22.64028°S 152.83778°W）
  -  鲁鲁土岛（22°29′04″S 151°20′03″W / 22.48444°S 151.33417°W）
  -  土布艾岛（23°23′00″S 149°27′00″W / 23.38333°S 149.45000°W）
  -  赖瓦瓦埃岛(23°52′00″S 147°40′00″W / 23.86667°S 147.66667°W)
- 巴斯群岛（法語：Îles Bass），包括以下岛屿:
  -  拉帕岛(27°35′00″S 144°20′00″W / 27.58333°S 144.33333°W)
  - 马罗蒂里群岛（27°55′00″S 143°26′00″W / 27.91667°S 143.43333°W）